# バービービッグシティ ビッグドリーム
『バービービッグシティ ビッグドリーム』（原題：Barbie: Big City, Big Dreams）は、カナダのCGアニメーション・スタジオであるメインフレーム・スタジオで制作されたバービーシリーズのコンピュータアニメーション長編ファンタジー映画作品。2021年9月1日にNetflixで独占公開された。バービー映画シリーズ通算第39作。
日本ではカートゥーン ネットワークで2021年10月10日に日本語吹き替え版が放送されていた。

## 声の出演
| 役名                     | 俳優                         | 日本語吹替 |
| ------------------------ | ---------------------------- | ---------- |
| バービー・マリブ         | アメリカ・ヤング             | 小清水亜美 |
| バービー・ブルックリン   | アンバー・メイ               | 大平あひる |
| ラファ                   | アレハンドロ・サーブ         | バトリ勝悟 |
| エミー                   | ジゼル・フェルナンデス       | 島田愛野   |
| スキッパー               | キルステン・デイ             | 小松由佳   |
| ステイシー               | カサンドラ・モリス           | 野水伊織   |
| チェルシー               | キャシディ・ネーバー         | 味里       |
| ケン                     | リテーシュ・ラジャン         | 島﨑信長   |
| マーガレット             | リサ・フーソン               | 土井真理   |
| ジョージ                 | グレッグ・チュン             | 竜門睦月   |
| ニッキ                   | デザレー・ウィットフィールド | 富樫美鈴   |
| テレサ                   | クリスティーナ・ミリツィア   | ふじたまみ |
| デイジー                 | エマ・ガルヴィン             | 吉元里謹   |
| モリソン                 | ディノラ・ウォルコット       | おまたかな |
| ミラー                   | ジョシュア・トマール         | IKKAN      |
| 打楽器奏者               | ダニエル・M.K.・コーエン     | 清水裕亮   |
| エンドクレジットボーカル | ゲイブ・クンダ               | 児塚あすか |
| コーラス                 | -                            | 暁-Xiao-   |

## 日本語版制作スタッフ
- 吹替翻訳：川井田ひろみ
- 演出：平野智子
- 音楽演出：村田晋治
- 訳詞：古垣内麻衣